# Conor Miller
Conor Gregory Miller (Fort Lauderdale, 5 ottobre 1995) è un giocatore di football americano statunitense, che gioca come quarterback per i Tirol Raiders.
Dopo aver giocato a football americano per due squadre di high school e tre di college si trasferisce ai tedeschi Cologne Crocodiles, con i quali disputa 4 incontri prima di infortunarsi. Passa quindi agli austriaci Graz Giants e poi ai francesi Flash de La Courneuve (coi quali vince il titolo nazionale), per firmare in seguito con i Leipzig Kings.
Nel 2023 ha giocato con i Barcelona Dragons, per poi passare agli Schwäbisch Hall Unicorns. Dal 2025 è un giocatore dei Tirol Raiders.

## Palmarès
- 1 Casque de Diamant (2022)